# Т-116 (тральщик)
Т-116 (до 15 сентября 1943 — USS Arcade (AM-143) , после 3 ноября 1956 — судно-торпедовоз ТВ-23, после 8 июня 1962 — судно-мишень СМ-7) — советский морской тральщик типа «АМ». Построен в США, передан СССР в счёт поставок по ленд-лизу. Участвовал в Великой Отечественной войне в составе Северного флота ВМФ СССР.

## История строительства
Корабль заложен 8 июня 1942 года на американской судоверфи в Тампе (Флорида). Спущен на воду 7 декабря 1942 года, вступил в строй в августе 1943 года. 26 августа 1943 года тральщик передан советскому экипажу в счёт поставок по ленд-лизу. 15 сентября 1943 года на корабле поднят советский военно-морской флаг, а 24 ноября корабль зачислен в списки кораблей ВМФ СССР.

## Характеристики
Водоизмещение 725 т (стандартное), 835 т (нормальное), 945 т (полное);
Длина 56,7 м (наибольшая);
Ширина 10,2 м (наибольшая); 10 м (по КВЛ);
Осадка 2,84 м (осадка при нормальном водоизмещении)ж 4,3 м (наибольшая);
Скорость 13,5 узла (наибольшая); 9,5 узлов (с электромагнитным тралом);
Артиллерия 2×1 76-мм/50 АУ М-22 (боезапас 400 снарядов плюс 800 в перегруз);
Зенитная артиллерия 2×1 40-мм АУ Бофорс, 6×1 20-мм АУ «Эрликон» (боезапас 16 000 снарядов, плюс 24 000 в перегруз);
Минно-торпедное вооружение 1 механический трал Оропеза, 2 акустических трала, 2 электромагнитных трала;
Противолодочное вооружение 1×24 реактивный бомбомёт Mk.10 «Хеджехог», два штоковых бомбомёта Mk.6, 148 ГБ Mk.10 и 84 ББ-1.

## История службы

### Служба в годы Великой Отечественной войны
5 октября 1943 года Т-116 убыл из Сент-Питерсберга (США) и 24 ноября 1943 года прибыл в Полярный, где вошёл в состав Северного флота.
В годы войны тральщик защищал внутренние и внешние коммуникации, проводил боевое траление в Карском море и Варангер-фьорде (в декабре 1943 — мае 1945), входил в состав 6-го Краснознамённого дивизиона тральщиков.
Тральщик Т-116 участвовал в военном конвое «БД-5» (Белое море — Диксон № 5) корабля «Марина Раскова» вместе с тральщиками Т-118 и Т-114. Т-116 — единственный уцелевший корабль из этого конвоя.

8 августа 1944 года вышел конвой «БД-5» (Белое море — Диксон, № 5). В его составе были судно «Марина Раскова» и три экскортных корабля — тральщики Т-118, Т-116 и Т-114 бригады траления охраны водного района Главной базы Северного флота, приданные Беломорской военной флотилии. В трюмах «Марии Расковой» находилось 6600 тонн генеральных грузов, продовольствие, оборудование для арктических строек. Кроме того, на борту было 354 пассажира: одна большая группа следовала на полярные станции для смены зимовщиков, другая направлялась на Нордвикстрой. Здесь же находилось воинское подразделение, следовавшее по месту назначения. Среди пассажиров было 116 женщин и 24 ребенка. — Ю.Капралов
После гибели конвоя командир тральщика Бабанов был обвинён в трусости и дезертирстве. Согласно легенде, для искупления вины командиру было приказано выйти на свободную охоту, и не возвращаться на базу, пока он не уничтожит хотя бы одну лодку противника.
5 сентября 1944 года Т-116 потопил в Карском море в районе мыса Уединение германскую подводную лодку U-362. Лодка была обнаружена сигнальщиком С. Нагорновым и юнгой В. Коткиным утром 5 сентября, когда корабль находился в районе островов Мона (к тому времени в этом районе были сосредоточены три немецкие подводные лодки группы «Грайф»). Пытаясь скрыться, лодка погрузилась, но с ней быстро удалось установить гидроакустический контакт. Далее в течение часа по ней были даны четыре реактивных залпа из бомбомёта «Хеджехог», а также сброшены несколько серий бомб с кормовых и бортовых бомбосбрасывателей. В 10:48 на поверхности показался большой воздушный пузырь, который свидетельствовал о обильном выделении соляра. В месте выброса тральщик поставил веху и сбросил в дальнейшем туда остатки противолодочного боекомплекта. Лодка получила пять пробоин и затонула.

### Послевоенная служба
11 июля 1956 года тральщик Т-116 был выведен из боевого состава, разоружён и переформирован в судно-торпедовоз, 23 октября 1962 года переформирован в судно-мишень СМ-7 для обеспечения выполнения боевых упражнений. 4 мая 1963 года во время ракетных стрельб получил серьёзные повреждения и был исключён из списков судов ВМФ в связи с передачей в отдел фондового имущества (ОФИ) для демонтажа и разделки на металл.

## Вооружение
- оснащение: гидроакустические средства обнаружения, противолодочное оружие

## Известные командиры
- капитан-лейтенант Василий Александрович Бабанов (1944)[6]
- Сатунин, Сергей Сергеевич (1945—1947)[7]

## Служили на корабле
- Мозгалевский, Андрей Васильевич